# Maruša Ferk
 Maruša Ferk  (Blejska Dobrava, 27 september 1988) is een Sloveense alpineskiester.

## Carrière
Ferk maakte haar wereldbekerdebuut in januari 2007 in Cortina d'Ampezzo. Twee jaar later eindigde ze in Garmisch-Partenkirchen op de slalom een eerste keer op het podium van een wereldbekerwedstrijd.
In 2011 eindigde Ferk 9e op de supercombinatie tijdens de wereldkampioenschappen in Garmisch-Partenkirchen.

## Resultaten

### Titels
Sloveens kampioene afdaling - 2010
Sloveens kampioene reuzenslalom - 2007

### Wereldkampioenschappen
| Jaar | Plaats                 | Resultaten                                                               |
| ---- | ---------------------- | ------------------------------------------------------------------------ |
| 2007 | Åre                    | 26e Reuzenslalom 26e Slalom                                              |
| 2009 | Val d'Isère            | 10e Supercombinatie 17e Slalom 22e Afdaling 27e Reuzenslalom DNF Super G |
| 2011 | Garmisch-Partenkirchen | 9e Supercombinatie 12e Afdaling 26e Reuzenslalom 27e Super G DNF1 Slalom |
| 2017 | Sankt Moritz           | 8e Supercombinatie 23e Afdaling 30e Super G DNF2 Slalom                  |
| 2019 | Åre                    | 16e Combinatie 27e Slalom 33e Afdaling 9e Landenwedstrijd                |

### Olympische Spelen
| Jaar | Plaats      | Resultaten                                                              |
| ---- | ----------- | ----------------------------------------------------------------------- |
| 2010 | Vancouver   | 15e Supercombinatie 20e Afdaling 23e Slalom DNF Super G                 |
| 2014 | Sotsji      | 10e Supercombinatie 16e Super G 18eAfdaling 19e Slalom DNF Reuzenslalom |
| 2018 | Pyeongchang | 18e Slalom 19e Afdaling 25e Super G DSQ2 Combinatie                     |

### Wereldbeker

#### Eindklasseringen
| Seizoen   | Algm | AD  | SL  | RS  | SG  | PAR | SC  |
| --------- | ---- | --- | --- | --- | --- | --- | --- |
| 2006/2007 | 111e | -   | -   | 42e | -   |     | -   |
| 2007/2008 | 94e  | -   | 39e | -   | -   |     | -   |
| 2008/2009 | 51e  | -   | 19e | 42e | -   |     | 37e |
| 2009/2010 | 44e  | 32e | 29e | -   | 32e |     | 13e |
| 2010/2011 | 58e  | 30e | 46e | -   | 50e |     | 18e |
| 2011/2012 | 45e  | 23e | -   | -   | 40e |     | 6e  |
| 2012/2013 | 114e | -   | 52e | -   | -   |     | -   |
| 2013/2014 | 59e  | 33e | 50e | -   | 32e |     | 16e |
| 2014/2015 | 121e | -   | -   | -   | 55e |     | -   |
| 2015/2016 | 60e  | 38e | 32e | -   | 50e |     | 14e |
| 2016/2017 | 62e  | 49e | 29e | -   | -   |     | 10e |
| 2017/2018 | 58e  | -   | 25e | -   | 54e |     | 13e |
| 2018/2019 | 77e  | -   | 30e | -   | -   |     | -   |
| 2019/2020 | 75e  | -   | -   | -   | 50e | 42e | 12e |